# Josip Vranković
Pour les articles homonymes, voir Vranković.
Josip Vranković, né le 26 octobre 1968 à Split, dans la République socialiste de Croatie, est un joueur croate de basket-ball, évoluant au poste de meneur. Il est devenu entraîneur.

## Palmarès
- Médaille de bronze au championnat du monde 1994
- Médaille de bronze au Championnat d'Europe de basket-ball 1995